# جيمس أكستل
جيمس أكستل (بالإنجليزية: James Axtell)‏ هو مؤرخ أمريكي، ولد في 20 ديسمبر 1941 في إنديكوت في الولايات المتحدة.